# پرواز 363 خطوط هوایی تاتارستان
پرواز 363 خطوط هوایی تاتارستان یک پرواز مسافربری برنامه‌ریزی شده داخلی بود که توسط خطوط هوایی تاتارستان به نمایندگی از آک بارس آئرو از مسکو به کازان روسیه انجام می‌شد. در 17 نوامبر 2013، در 19:24 به وقت محلی (یوتی‌سی ۴:۰۰+)، هواپیمای بوئینگ ۷۳۷ کلاسیک در هنگام فرود در فرودگاه بین‌المللی کازان سقوط کرد و همه 44 مسافر و 6 خدمه آن کشته شدند و این بدترین سانحه هواپیما در سال 2013 بود.
بر اساس گزارش تحقیقات رسمی کمیته هوانوردی بین ایالتی (IAC)، سقوط در نتیجه خطای خلبان، ناشی از فقدان مهارت برای بهبودی ناشی از نگرش بیش از حد دماغه بالا در طی یک روش دور زدن بوده‌است. نقص خلبانان ناشی از مشکل در مدیریت ایمنی شرکت هواپیمایی و عدم نظارت نظارتی بود. با این حال، یکی از اعضای کمیسیون یک گزارش نظر جایگزین ارائه کرد و مدعی شد که کمیسیون نقص احتمالی کنترل‌های آسانسور هواپیما را نادیده گرفته‌است.